# Маннс, Джейсон
Джейсон Маннс (англ. Jason Manns, род. 23 сентября 1980, Боулинг-Грин, Виргиния, США) — американский фолк-музыкант, певец и автор песен.

## Биография
Джейсон родился 23 сентября 1980 года в Боулинг-Грине, штат Виргиния, США. В 2002 году окончил факультет бизнес-маркетинга и викторианской литературы в Колледже Вильгельма и Марии в Вильямсбурге, Виргиния.
Началом его музыкальной карьеры послужила победа в радиоконкурсе с песней Crazy Love, после чего Джейсон вместе с братом Мэттом переезжает в Лос-Анджелес, где получает возможность выступать на утренних шоу и радиостанциях.
В 2003 году вместе с Дженсеном Эклзом, ставшим впоследствии его близким другом, принимает участие в записи альбома Стива Карлсона «Rollin’ On»
В 2006 году выходит дебютный альбом Jason Manns, названный его собственным именем.
В 2004 году Джейсон пробует себя в роли актера. Его можно увидеть в фильмах «Заварушка в Клоунане», «Торт: Свадебная история» и «Детектив Рок Слайд».
В 2010 году выпускает свой второй альбом «Soul».
В 2013 свет увидела третья пластинка музыканта — «Move».
В декабре 2014 года Джейсон выпускает рождественский диск «Christmas With Friends». Для записи альбома были приглашены актеры популярного телесериала «Сверхъестественное»: Дженсен Эклз, Джаред Падалеки, Миша Коллинз, Ричард Спейт мл., Роб Бенедикт и другие.
Джейсон активно гастролирует по США и Европе, принимает участие в конвенциях сериала «Сверхъестественное», где одну из главных ролей исполняет его друг Дженсен Эклз. С недавнего времени, трансляции некоторых его выступлений доступны для просмотра в Интернете.

## Личная Жизнь
Женат. Супруга — Криста Маннс. Пара воспитывает дочь Кингстон.

## Дискография
- 2006 — Jason Manns
- 2010 — Soul
- 2013 — Move
- 2014 — Christmas With Friends
- 2016 — Covers With Friends

## Фильмография
- 2004 — Заварушка в Клоунане
- 2007 — Торт: Свадебная история
- 2009 — Детектив Рок Слайд